# Promozione Piemonte-Valle d'Aosta 1952-1953
La Promozione fu il massimo campionato regionale di calcio disputato in Piemonte nella stagione 1952-1953.
La nuova massima categoria regionale presentava caratteristiche innovative, dato che pur essendo gestita dalle leghe regionali, a differenza del passato la formula del torneo era deciso direttamente dalla FIGC. A ciascun girone, che garantiva al suo vincitore la promozione in IV Serie a condizione di soddisfare le condizioni economiche richieste dai regolamenti, partecipavano sedici squadre, ed era prevista la retrocessione delle quattro peggio piazzate, anche se erano possibili aggiustamenti automatici per ripartire fra le appropriate sedi locali le squadre discendenti dalla IV Serie.
Per le regioni come il Piemonte cui erano assegnati multipli gironi, era prevista la disputa delle finali per l'assegnazione del titolo di campione assoluto della lega regionale, come avveniva in precedenza per il campionato di Prima Divisione.
Questi sono i gironi organizzati dalla Lega Regionale Piemontese.

## Girone A

### Squadre partecipanti
| Club                     | Città (provincia)            | Stagione precedente |
| ------------------------ | ---------------------------- | ------------------- |
| U.S. Barcanova           | Torino                       |                     |
| A.S. Cameri              | Cameri (NO)                  |                     |
| C.R.A.L. Cartiera Burgo  | Romagnano Sesia (NO)         |                     |
| A.S. Castellettese       | Castelletto sopra Ticino(NO) |                     |
| U.S. Coggiola            | Coggiola (VC)                |                     |
| S.S. Ghemmese            | Ghemme (NO)                  |                     |
| A.C. Gozzano             | Gozzano (NO)                 |                     |
| U.S. Gravellona          | Gravellona Toce (NO)         |                     |
| U.S. Grignasco           | Grignasco (NO)               |                     |
| A.S. Juventus Domo       | Domodossola (NO)             |                     |
| S.S. Libertas            | Pallanza (NO)                |                     |
| S.S. Quaronese           | Quarona (VC)                 |                     |
| U.S. Sestese             | Sesto Calende (VA)           |                     |
| S.S. Sparta              | Novara                       |                     |
| A.C. Trecate             | Trecate (NO)                 |                     |
| A.S. Virtus Villadossola | Villadossola (NO)            |                     |

### Classifica finale
|  | Pos. | Squadra             | Pt | G  | V | N | P | GF | GS | DR |
|  | ---- | ------------------- | -- | -- | - | - | - | -- | -- | -- |
|  | 1.   | Gravellona          | 47 | 30 |   |   |   |    |    |    |
|  | 2.   | Coggiola            | 35 | 30 |   |   |   |    |    |    |
|  | 2.   | Ghemmese            | 35 | 30 |   |   |   |    |    |    |
|  | 2.   | Quaronese           | 35 | 30 |   |   |   |    |    |    |
|  | 2.   | Juventus Domo       | 35 | 30 |   |   |   |    |    |    |
|  | 2.   | Trecate             | 35 | 30 |   |   |   |    |    |    |
|  | 7.   | Sestese             | 32 | 30 |   |   |   |    |    |    |
|  | 8.   | Castellettese       | 31 | 30 |   |   |   |    |    |    |
|  | 9.   | Cartiera Burgo      | 28 | 30 |   |   |   |    |    |    |
|  | 9.   | Grignasco           | 28 | 30 |   |   |   |    |    |    |
|  | 11.  | Gozzano             | 27 | 30 |   |   |   |    |    |    |
|  | 12.  | Libertas            | 25 | 30 |   |   |   |    |    |    |
|  | 12.  | Cameri              | 25 | 30 |   |   |   |    |    |    |
|  | 12.  | Virtus Villadossola | 25 | 30 |   |   |   |    |    |    |
|  | 15.  | Barcanova           | 25 | 30 |   |   |   |    |    |    |
|  | 16.  | Sparta Novara       | 12 | 30 |   |   |   |    |    |    |

Legenda:
      Ammesso alle finali per il titolo.
  Retrocesso e in seguito riammesso.
      Retrocesso in Prima Divisione Regionale.
Regolamento:
Due punti a vittoria, uno a pareggio, zero a sconfitta.
Pari merito in caso di pari punti.
Note:
- Castellettese e Gozzano non reiscritte e radiate dai ruoli federali FIGC.

Il Barcanova rinunciò alla qualificazione ed è retrocesso diretto.
Cameri e Virtus Villadossola  sono state in seguito riammesse.

### Spareggi retrocessione
|                     | Risultati |                     | Luogo e data                    |
| ------------------- | --------- | ------------------- | ------------------------------- |
| Libertas Pallanza   | 1 - 0     | Virtus Villadossola | Gravellona Toce, 31 maggio 1953 |
| Virtus Villadossola | 0 - 1     | Cameri              | Borgomanero, 7 giugno 1953      |
| Libertas Pallanza   | 1 - 0     | Cameri              | Borgomanero, 14 giugno 1953     |
|                     |           |                     |                                 |

- Virtus Villadossola e Cameri sono retrocesse.

## Girone B

### Squadre partecipanti
| Club              | Città (provincia)     | Stagione precedente |
| ----------------- | --------------------- | ------------------- |
| U.S. Acqui        | Acqui Terme (AL)      |                     |
| U.S. Albese       | Alba (CN)             |                     |
| A.C. Asti         | Asti                  |                     |
| U.S. Carmagnolese | Carmagnola (TO)       |                     |
| A.S. Cenisia      | Torino                |                     |
| U.S. Ciriè        | Cirié (TO)            |                     |
| U.S. Condovese    | Condove (TO)          |                     |
| U.S. Ivrea        | Ivrea (TO)            |                     |
| U.S. Lanzese      | Lanzo Torinese (TO)   |                     |
| F.C. Pinerolo     | Pinerolo (TO)         |                     |
| U.S. R.I.V.       | Villar Perosa (TO)    |                     |
| U.S. Rivoli       | Rivoli (TO)           |                     |
| A.C. Saluzzo      | Saluzzo               |                     |
| U.S. Saviglianese | Savigliano (CN)       |                     |
| U.S. Settimese    | Settimo Torinese (TO) |                     |
| A.S. Vallorco     | Cuorgnè (TO)          |                     |

### Classifica finale
|  | Pos. | Squadra      | Pt | G  | V  | N  | P  | GF | GS  | DR  |
|  | ---- | ------------ | -- | -- | -- | -- | -- | -- | --- | --- |
|  | 1.   | Saluzzo      | 40 | 30 | 16 | 8  | 6  | 56 | 30  | +26 |
|  | 1.   | Ivrea        | 40 | 30 | 17 | 6  | 7  | 55 | 34  | +21 |
|  | 3.   | Asti         | 39 | 30 | 17 | 5  | 8  | 70 | 43  | +27 |
|  | 4.   | Lanzese      | 38 | 30 | 14 | 10 | 6  | 64 | 38  | +26 |
|  | 5.   | Acqui        | 36 | 30 | 16 | 4  | 10 | 58 | 52  | +6  |
|  | 6.   | Settimese    | 35 | 30 | 12 | 11 | 7  | 49 | 33  | +16 |
|  | 7.   | Albese       | 34 | 30 | 11 | 12 | 7  | 50 | 43  | +7  |
|  | 7.   | Pinerolo     | 34 | 30 | 14 | 6  | 10 | 69 | 58  | +11 |
|  | 9.   | R.I.V.       | 30 | 30 | 11 | 8  | 11 | 49 | 52  | -3  |
|  | 10.  | Carmagnolese | 27 | 30 | 12 | 3  | 15 | 51 | 47  | +4  |
|  | 10.  | Ciriè        | 27 | 30 | 12 | 3  | 15 | 61 | 59  | +2  |
|  | 10.  | Rivoli       | 27 | 30 | 9  | 9  | 12 | 47 | 58  | -11 |
|  | 13.  | Vallorco     | 24 | 30 | 8  | 8  | 14 | 40 | 54  | -14 |
|  | 14.  | Saviglianese | 23 | 30 | 7  | 9  | 14 | 40 | 59  | -19 |
|  | 15.  | Cenisia      | 22 | 30 | 9  | 4  | 17 | 44 | 60  | -16 |
|  | 16.  | Condovese    | 4  | 30 | 0  | 4  | 26 | 23 | 103 | -80 |

Legenda:
      Va allo spareggio per l'ammissione alle finali.
  Retrocesso e in seguito riammesso.
      Retrocesso in Prima Divisione Regionale.
Regolamento:
Due punti a vittoria, uno a pareggio, zero a sconfitta.
Pari merito in caso di pari punti.
Note:
Cenisia successivamente riammesso.
Differenza di 3 gol nel computo totale reti fatte/reti subite (826/823).

### Spareggio qualificazione
|         | Risultato |       | Luogo e data           |
| ------- | --------- | ----- | ---------------------- |
| Saluzzo | 2 - 0     | Ivrea | Torino, 31 maggio 1953 |
|         |           |       |                        |

- Il Saluzzo è ammesso alla finale per il titolo.

## Finali per il titolo
?